# تسوتومو سکی
تسوتومو سکی (انگلیسی: Tsutomu Seki؛ زاده ۳ نوامبر ۱۹۳۰) یک ستاره‌شناس اهل ژاپن است.